# Comet (Schiff, 1893)
Die Comet war das zweite der Meteor-Klasse, einer Klasse von zwei Avisos der Kaiserlichen Marine. Ab 1899 wurden beide Schiffe als Kleiner Kreuzer klassifiziert.

## Bau
Nachdem bereits im Januar 1890 der Aviso F vom Stapel gelaufen war, wurde mit dem Bau seines Schwesterschiffes gewartet, bis erste Probefahrtergebnisse des Typschiffs vorlagen. Erst im November 1891, sechs Monate nach der Indienststellung der Meteor, wurde auf der Stettiner Werft AG Vulcan der Kiel für den Aviso G gelegt. Für diesen zweiten Bau der Meteor-Klasse wurden die Baupläne entsprechend den Probefahrtergebnissen des Typschiffs leicht abgeändert. So wurde die Form des Unterwasserschiffs geändert und der maximale Tiefgang um über einen Meter reduziert. Weiterhin änderten sich die Schiffsbreite und die Länge der Wasserlinie geringfügig, die Konstruktionsverdrängung wuchs um 31 t an. Außerdem erhielten die beiden Schornsteine eine größere Höhe, da sich auf der Meteor gezeigt hatte, dass diese ursprünglich zu niedrig waren und die achteren Geschützbedienungen durch Rauchgase behindert wurden.
Der Aviso stand am 15. November 1892 zum Stapellauf bereit. Die Taufe auf den Namen Comet vollzog der Oberwerftdirektor der Kaiserlichen Werft Kiel, Kapitän zur See Otto von Diederichs. Nach Abschluss der Abnahmeprobefahrten am 14. April 1893 wurde das Schiff nach Kiel verlegt.

## Einsatzzeit
Die Comet wurde am 29. April 1893 in Kiel erstmals in Dienst gestellt, um weitere Probefahrten durchzuführen. Nach deren Abschluss am 6. Juli wurde das Schiff wieder außer Dienst gestellt. Im Folgejahr wurde die Comet lediglich kurz, vom 5. bis zum 30. Juni 1894, aktiviert. 1895 erfolgte überhaupt keine Verwendung, stattdessen wurden verschiedene Änderungen am Schiff vorgenommen. Aufgrund dieser wurden vom 22. Januar bis zum 26. April 1896 wiederum Probefahrten in der Nordsee durchgeführt werden. Bereits am 2. Mai 1896 wurde die Comet in Wilhelmshaven außer Dienst gestellt und in die Reserve überführt. 1897 schließlich verlegte man das Schiff wieder nach Kiel, ohne es dafür offiziell in Dienst zu stellen.

## Verbleib
Obwohl die Comet erst wenige Jahre alt war, wurde sie nicht wieder eingesetzt, wohl besonders aufgrund ihrer geringen Seetüchtigkeit. 1901 wurde sie mit drei weiteren Kriegsschiffen nach Danzig geschleppt und ab dem 3. Mai 1905 als dortiges Hafenschiff gelistet. Am 24. Juni 1911 erfolgte die Streichung aus der Liste der Kriegsschiffe. Der Rumpf der Comet wurde im Juni 1914 schließlich nach Emden geschleppt und dort als Minenhulk für die Arcona genutzt. 1921 wurde er in Hamburg abgewrackt.
Als Ersatz für die Comet wurde der 1907 vom Stapel gelaufene Kleine Kreuzer Dresden gebaut.

## Kommandanten
| 29. April bis 6. Juli 1893 | unbekannt                                 |
| 5. bis 30. Juni 1894       | Korvettenkapitän Henning von Holtzendorff |
| 22. Januar bis 2. Mai 1896 | Kapitänleutnant Ludwig Bruch              |